# USS Meredith (DD-165)
USS Meredith (DD–165) là một tàu khu trục thuộc lớp Wickes của Hải quân Hoa Kỳ trong giai đoạn Chiến tranh Thế giới thứ nhất. Nó là chiếc tàu chiến đầu tiên của Hải quân Hoa Kỳ được đặt tên theo Trung sĩ Jonathan Meredith (1772-1805).

## Thiết kế và chế tạo
Meredith được đặt lườn vào ngày 26 tháng 6 năm 1918 tại xưởng tàu của hãng Fore River Shipbuilding Company ở Quincy, Massachusetts. Nó được hạ thủy vào ngày 22 tháng 9 năm 1918, được đỡ đầu bởi bà William F. Meredith, hậu duệ bốn đời của Trung sĩ Meredith, và được đưa ra hoạt động tại Boston vào ngày 29 tháng 1 năm 1919 dưới quyền chỉ huy của Hạm trưởng, Trung tá Hải quân H. H. Michaels.

## Lịch sử hoạt động
Được phân về Lực lượng Khu trục Hạm đội Đại Tây Dương, Meredith đi đến Newport, Rhode Island để thực hành ngư lôi, và vào ngày 18 tháng 2 bắt đầu một chuyến đi chạy thử máy đến Cuba. Tuy nhiên, đến ngày 22 tháng 2, nó được lệnh tham gia cùng năm tàu khu trục khác trong thành phần hộ tống cho chiếc SS George Washington đưa Tổng thống Woodrow Wilson từ Pháp quay trở về Boston sau Hội nghị Hòa bình châu Âu. Đến ngày 26 tháng 2, nó tiếp tục việc chạy thử máy.
Meredith rời New York vào ngày 1 tháng 5, để đi vịnh Trepassey, Newfoundland, nhằm phục vụ như cột mốc dẫn đường cho chuyến bay lịch sử vượt Đại Tây Dương lần đầu tiên của các thủy phi cơ Navy Curtis từ Long Island đến Plymouth, Anh Quốc. Sau khi quay trở về Boston, nó hoạt động dọc theo vùng bờ Đông và vịnh Mexico cùng Chi hạm đội Khu trục 2 cho đến tháng 11, rồi hoạt động ngoài khơi Newport cho nhiệm vụ huấn luyện và thực hành mục tiêu trước khi được sửa chữa tại Norfolk.
Gia nhập trở lại đội của nó tại Charleston, South Carolina vào ngày 26 tháng 1 năm 1922, Meredith tham gia các cuộc cơ động cho đến ngày 5 tháng 4, khi nó đi vào Xưởng hải quân Philadelphia để chuẩn bị ngừng hoạt động. Được cho xuất biên chế vào ngày 28 tháng 6 năm 1922, Meredith tiếp tục ở lại Philadelphia cho đến khi bị bán để tháo dỡ vào ngày 29 tháng 9 năm 1936 nhằm tuân thủ các điều khoản hạn chế vũ trang của Hiệp ước Hải quân London.